# Поведение
Поведението е наборът от действия и бездействия на организма, особено във връзка с околната среда. Отразява способността на живото същество да изменя действията си под влияние на външни или вътрешни фактори. Притежава огромно приспособително значение, като позволява на организма да избягва негативните фактори на външната среда.
Поведението може да бъде съзнателно или несъзнателно, открито или прикрито, доброволно или принудително. При животните, поведението се контролира от ендокринната и нервната система. Сложността на поведенческите реакции на живите същества е свързана със сложността на нервната им система. Като цяло, организми с по-сложна система притежават по-голям капацитет за научаване на нови реакции и по тази начин приспособяват поведението си според средата. Растенията и едноклетъчните също притежават способност за активно преместване, следствие на действието на външни фактори. Нарича се таксис. Пример за това е отварянето и затварянето на цвета в различните части на денонощието.
Човешкото поведение (и това на други организми и механизми) може да бъде общо, необичайно, приемливо или неприемливо. Хората оценяват приемливостта на определен тип поведение въз основа на социални норми, които регулират поведението, упражнявайки по този начин социален контрол. Заради многото значения на термина поведение, е невъзможно да се даде характеристика, без да се поясни контекстът, в който е използван. Един такъв контекст би могла да бъде психологията, която през времената е наричана наука или учение за поведението.
Съществуват четири категории човешко поведение, като някои от тях се застъпват, и биха могли да се считат за продължение на поведението на животните.

## Форми на поведението

### Хранително поведение
Хранителното поведение е присъщо на всички животни и се характеризира с голямо разнообразие. То е неразривно свързано с различните видове активности, свързани с търсенето и запасяването с храна и обмяната на веществата. Поведението за търсене на храна се стимулира от възбудата, свързана с отсъствието на храна.
- Търсещо и добиващо поведение

Този тип поведение се характеризира с голямо разнообразие и зависи от особеностите и екологията на вида. Обща за всички животни е повишената чувствителност към хранителни дразнители. При ларвите на насекомите например, то се проявява като вид положителен хемотаксис по отношение на химически дразнители.
Животните проявяват избирателност по отношение на храната. Тя може да се прояви като строга специализация, като южноамериканската каня Rostrhamus sociabilis, или като хранително предпочитание, при което животното, ако има избор, предпочита определена храна. Екологията на вида определя и хранителните му предпочитания, като например предпочитанията към определен хранителен обект, съобразно повишената му концентрация в средата. Често обаче животните се стремят да поддържат разнообразие в хранителната си дажба.
Ловът представлява особен начин за набавяне на храна. Ловните стратегии зависят от характеристиките на жертвата и особеностите на биологията на хищника. Някои хищници, като богомолките например, издебват плячката в засада, а други създават капани. Други хищници, като калмарите, улавят плячката след преследване. Ловът на бавноподвижна или скрита плячка изисква развити анализатори и специални приспособления за откриване и улавяне на жертвата.
Многочислената и неподвижна храна премахва необходимостта от преследването и пример за такава е растителната храна, която при паша се оползотворява от различни животни.
Друг метод за добиване на храната е, чрез добиването ѝ по паразитен начин. За някои видове паразитизмът не е единственото средство за осигуряване на храна, но при голяма част от животните, той представлява единствения начин на хранене.
- Ситост

- Запасяване с храна

### Репродуктивно поведение
От двата типа на размножаване – полово и безполово, първото се характеризира с изключително разнообразни форми на поведение, свързани с търсене на партньор, образуване на брачни двойки, опознаване на партньора, брачни ритуали и накрая копулация. Безполовото размножаване не се характеризира с подобни сложни адаптации, макар че размножаващите се по партеногенетичен път организми понякога демонстрират сложно полово поведение.
Животните, които живеят в райони с ясно изразени промени в годишните сезони, имат и изразен годишен цикъл на размножаване. При тях половото поведение е вътрешно регулирано от сезонните изменения. При това факторите на външната среда имат коригиращо въздействие. Например сред рибите, обитаващи водите на умерения пояс, размножаването се извършва в точно определен сезон от годината (пролет, лято или есен), докато при рибите, живеещи в тропически води, периодът на размножаването не е ясно изразен и дори може да се извършва целогодишно.
При бозайниците, освен със сезонна изразеност, размножаването е обвързано и с далеч по-кратък естрален цикъл, определян от физиологическите процеси на организма. Тези фактори определят готовността за чифтосване. Под действието на половите хормони, животните стават чувствителни на полови сигнали – химически, звукови и визуални, започват да проявяват комплекси от действия, които са насочени към търсене на партньор.
Повечето от висшите животни пристъпват към чифтосване, след различно дълъг период на ухажване. Ухажването представлява специфичен обмен на специални сигнали. При животните то има ритуален характер и се отличава с изключително разнообразие. Може да се изразява в носене на храна на партньора – при големия гмурец, демонстрация на ярко или атрактивно оперение - при райските птици, строеж на гнездо, токуване и др. Ухажването се разглежда като механизъм на полов отбор, като в най-общи линии то способства за избор на най-подходящ партньор, а така също възпрепятства възможността от междувидова хибридизация.
- Типове брачни отношения

|               | Полиандрия | Полигиния |
| ------------- | ---------- | --------- |
| Моногамия     | ♀          | ♂         |
| Полигинандрия | ♂♂♂        | ♀♀♀       |

Съществуват три основни типа брачни отношения в природата – полигамия, моногамия и полиандрия. Полигинията представлява частен случай на полигамия, при който един самец опложда повече от една женска. Този тип е и един от най-разпространените типове брачни отношения. Репродуктивният успех на самците, при тази форма на брачни отношения, не е еднакъв. Той създава надеждни условия за полов отбор, благодарение на възникнали забележителни украшения по тялото, ритуални ухажвания и турнири, при които победителят печели правото да се чифтоса с женската.
Моногамията представлява тип брачни отношения, за образуване на повече или по-малко стабилни брачни връзки, при които и двамата партньори участват в отглеждането на потомството. Бива най-разпространената форма брачни отношения при птиците, като дори сред тях нерядко моногамията се съчетава в рамките на вида с други форми на брачни отношения. Например, моногамните двойки на сивогушата завирушка често развиват полиандрични, полигинични и полигинандрични групировки.
При размножаването животните изразходват голямо количество енергия. Поради тази причина, през размножителния период животните стават доста взискателни към факторите на околната среда. Освен изброените форми, към репродуктивното поведение могат да бъдат отнесени: защитата на територията и грижите за потомството.

### Родителско поведение
Родителското поведение обединява поведенчески реакции, които са свързани с отглеждането на потомство. Такова поведение се наблюдава при бозайници, птици, риби и земноводни. Свързано е с репродуктивното поведение и често е разглеждано като резултат от него. Например при птиците изграждането на гнездо се осъществява през брачния период, но е компонент от ухажването на партньора и мястото за отглеждане на потомство.

#### При птиците
Първата фаза на родителско поведение при птиците се смята, че започва със снасянето на яйцата, следвано от мътенето им. В мътенето участват както женската, така и мъжкият, но при речната чайка това става само от мъжкия или само от женския индивид. Повечето птици лежат върху яйцата, като ги затоплят с помощта на телесната температура, а по-рядко и при някои големокраки кокошки, например, яйцата се снасят и затоплят в специални инкубатори, изградени на земята.
Необходимо условие за начало на мътенето е разпознаването на яйцата. Някои учени отделят разпознаването като отделна фаза на родителското поведение. Избирателноста към яйцата не е еднаква при различните видове. Някои птици например могат да мътят яйца, които дори видимо не наподобяват яйцата, характерни за вида. Други видове обаче отказват да мътят и яйцата от собствения си вид.
След излюпване на пиленцата започва стадият на отглеждането им. При птиците се наблюдават два типа поколение:
- При първия тип, пиленцата се излюпват голи и безпомощни. Те не могат да си набавят сами храната, а за осигуряването ѝ разчитат изцяло на своите родители.
- Вторият тип пилета са при видове, които се раждат като малки копия на родителите си и са способни да търсят храна още в първите часове след излюпването си.

### Изследователско поведение
Изследователското поведение е от голямо значение за някои животни. Системното изследване на територията им дава информация за наличието и местоположението на храна, на потенциални брачни партньори и врагове.